# Стентерело
Стентерело (на италиански: Stenterello) е персонаж-маска на италианската комедия дел арте. Маската се ражда във Флоренция в XVIII век, когато комедия дел арте е в упадък, и не позволява за разпространение на популярността извън Тоскана.
- Произход: флорентинец.
- Занятие: слуга-лакей.
- Костюм: куртка със син цвят, жълта жилетка, черни панталони, червени чорапи или обувки. Носи черна триъгълна шапка.
- Маска: жълта, подобна на тази на Арлекин.
- Поведение: слаб, говори много, има остър език, хитър, но страхлив, понякога пие бутилка вино.